# Вісфлек
Вісфлек (нім. Wiesfleck) — громада округу Оберварт у землі Бургенланд, Австрія.
Вісфлек лежить на висоті  409 м над рівнем моря і займає площу  20,1 км². Громада налічує 1126 мешканців. 
Густота населення 56/км².  
|                                  |
| Вісфлек на мапі округу та землі. |

 Адреса управління громади:  7423 Wiesfleck. 

## Демографія
Історична динаміка населення міста за даними сайту Statistik Austria

## Виноски
1. ↑  Dauersiedlungsraum der Gemeinden Politischen Bezirke und Bundesländer - Gebietsstand 1.1.2018 — Статистичне управління Австрії.
2. ↑  Einwohnerzahl 1.1.2018 nach Gemeinden mit Status, Gebietsstand 1.1.2018 — Статистичне управління Австрії.
3. ↑  www.wiesfleck.at. Архів оригіналу за 7 січня 2007. Процитовано 8 квітня 2019.
4. ↑  Gemeindedaten von Wiesfleck. Архів оригіналу за 29 вересня 2007. Процитовано 22 листопада 2013.

| Австрія | Це незавершена стаття з географії Австрії. Ви можете допомогти проєкту, виправивши або дописавши її. |